# Polygone à queue violacée
Polygonia interrogationis
Espèce
Le Polygone à queue violacée (Polygonia interrogationis) est une espèce de lépidoptères de la famille des Nymphalidae, de la sous-famille des Nymphalinae, de la tribu des Nymphalini et du genre Polygonia.

## Dénomination
Polygonia interrogationis a été nommé par Johan Christian Fabricius en 1798.
Synonymes : Papilio interrogationis Fabricius, 1798 ; Nymphalis interrogationis (Fabricius, 1798) ; Grapta umbrosa Lintner, 1869 ; Grapta fabrici Edwards, 1870 ; Grapta crameri Scudder, 1870 ; Cynthia tiliae Fabricius, 1938.

### Noms vernaculaires
Le Polygone à queue violacée se nomme Question Mark en anglais.

## Description

### Papillon
Le Polygone à queue violacée est un papillon aux ailes très découpées comme tous les Polygonia qui présentent une forme estivale et une forme hivernale. C'est le plus grand des polygones canadiens avec une envergure comprise entre 45 et 76 mm. Ses ailes postérieures portent une queue plus courte dans la forme estivale, plus longue et de couleur violacée dans la forme hivernale.
Le dessus est de couleur orange avec quelques ornementations de taches marron et aux antérieures une large bordure de couleur cuivrée pour la génération hivernante, d'un marron foncé violacé pour la génération estivale. Elle occupe la presque totalité des ailes postérieures ornées d'une ligne submarginale de taches jaunes.
Le revers, marbré de marron terne et de roux, est une livrée cryptique, faisant passer le Polygone à queue violacée pour une feuille morte. Il s'orne d'une marque argentée courbe et d'un point comme un point d'interrogation,.

### Chenille
La chenille est marron rougeâtre, ornée d'épines mais sa couleur peut varier.

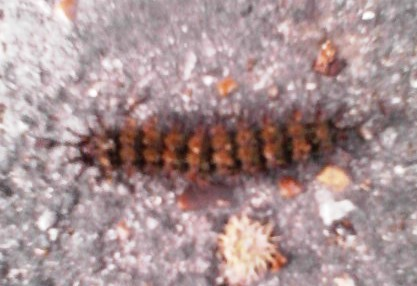
Chenille de Polygone à queue violacée.

## Biologie

### Période de vol et hivernation
L'imago de la forme estivale, foncée, du Polygone à queue violacée émerge en fin juillet ou début août, vole jusqu'en mi-septembre. Une seconde génération, la forme hivernale, plus claire à queue plus longue est celle qui va hiverner sur place ou après avoir migré vers le sud.
Au Canada la forme hivernante n'apparaît que fin mai ce qui montre que le Polygone à queue violacée migre, hiverne plus au sud et que ce sont des migrants ayant hiverné ailleurs qui arrivent fin mai.

### Plantes hôtes
Les plantes hôtes des chenilles sont des Urticaceae, des Ulmus dont Ulmus americanus et Ulmus rubra, des Humulus dont Humulus japonicus, des Celtis et Boehmeria cylindrica,.

## Écologie et distribution
Le Polygone à queue violacée est présent en Amérique du Nord, de Terre-Neuve au Mexique. Sa présence au Canada concerne tout l'est : Terre-Neuve, Québec et Ontario. Aux USA il est présent dans tout l'est du pays, jusqu'aux états  du Dakota du Nord, du Dakota du Sud, du sud-est du Wyoming, de l'est du Colorado et du Nouveau-Mexique et le sud-est de l'Arizona,.

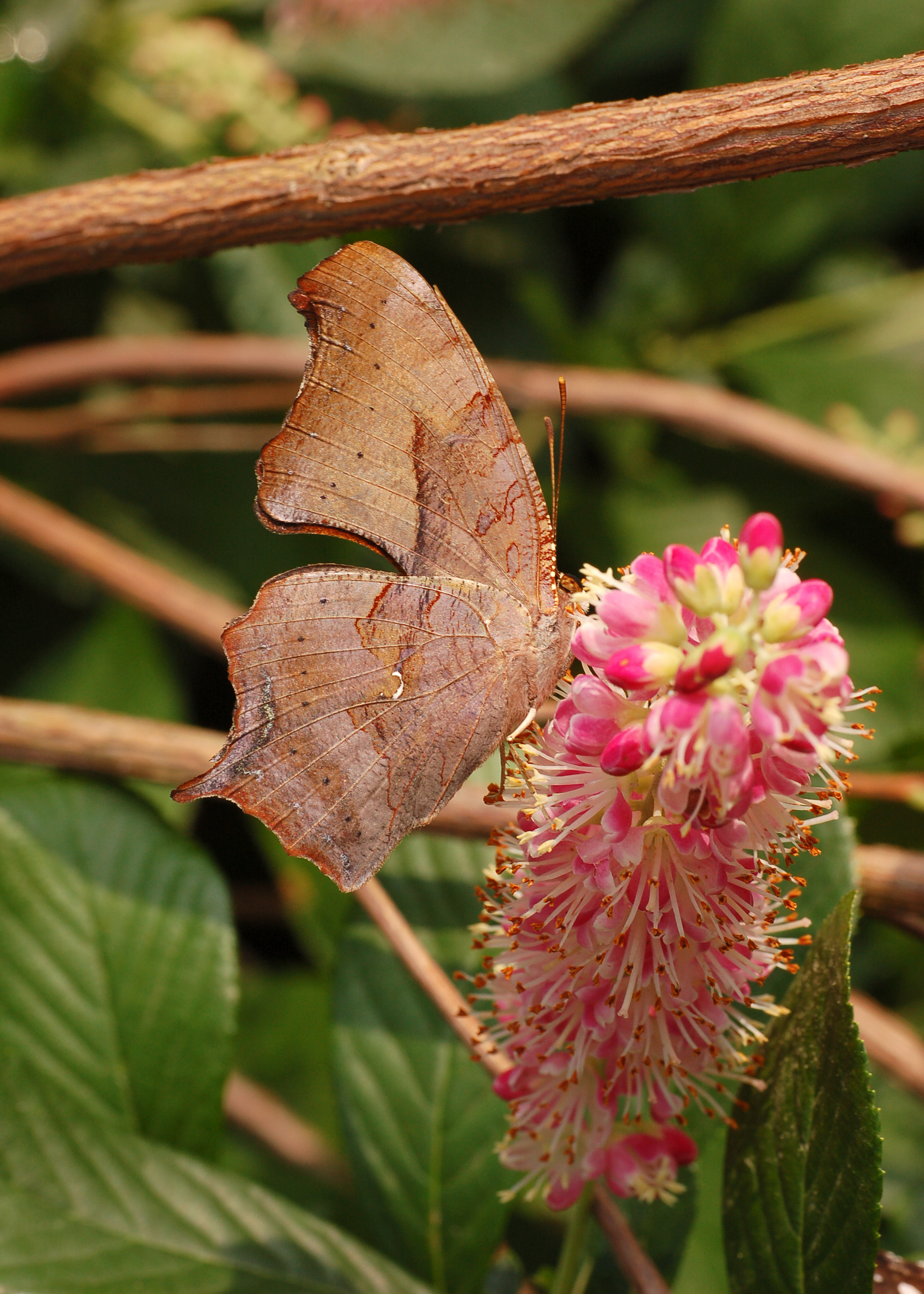
Revers du Polygone à queue violacée

### Biotope
Le Polygone à queue violacée réside en forêt et dans les parcs.

### Protection
Pas de statut de protection particulier bien qu'il soit assez rare dans certaines parties de son habitat, en périphérie.